# Тоталитаризъм
Тоталитаризмът (или тоталитарно управление) е политическа система, при която властта е напълно централизирана и държавата се стреми да регулира и контролира всички аспекти на политическия, социалния и интелектуалния живот, като цели преди всичко налагане на контрол и ограничения върху вътрешната свобода на индивида.

## История на понятието
Понятието „тоталитаризъм“ възниква след Похода към Рим на 28 октомври 1922 година, с който фашистите взимат властта в Италия – техните противници от левицата започват да го използват, подчертавайки стремежа им за пълен контрол над обществото. По-късно самите фашисти възприемат това наименование, като го употребяват в положителен смисъл. След идването на власт на националсоциалистите в Германия през 1933 година техният режим също започва да бъде наричан тоталитарен, а след сключването на Пакта „Рибентроп-Молотов“ през 1939 година към тоталитарните режими започва да бъде причисляван и съветския комунизъм.
Асоциирането на комунизма с тоталитаризма затихва по време на Втората световна война в западните страни, които са съюзници на Съветския съюз, но се подновява с началото на Студената война. През този период се формира цялостната концепция за тоталитаризма, като важна роля за това изиграват германски политически емигранти, като Хана Аренд, Карл Йоахим Фридрих, Франц Боркенау, Ханс Кох. Тя става основата на антитоталитарна идеология с фокус върху антикомунизма, която, за разлика от ранната критика на тоталитаризма от антифашистката левица, вече се базира на традиционния либерализъм.
През следващите десетилетия концепцията за тоталитаризма на няколко пъти е изместена и отново се връща в социологическия и исторически дебат. Така през 60-те години фокусът върху Холокоста и разпространението на маоистки, антиколониалистки и други леви възгледи в академичните среди на Запад представят националсоциализма като „абсолютно зло“, а отстъплението на левицата и публикуването на „Архипелаг Гулаг“ на Александър Солженицин връщат вниманието върху комунистическия тоталитаризъм. Краят на Студената война и провала на комунистическите режими в Европа активизира дебата за тоталитаризма, като неуспехите на тоталитарните режими – комунистически и фашистки – се интерпретират като демонстрация на преимуществата на западния либерализъм.

## Основни характеристики

### Всеобхватна идеология
В тоталитарните системи идеологията на режима, независимо от нейните конкретни характеристики, играе централна роля, превръщайки се в своеобразна светска религия. Идеологиите са ключово средство за консолидиране на обществена подкрепа за системата, подменяйки реалността с фиктивна, но притежаваща вътрешна логика и консистентност, действителност. Те заменят традиционната концепция за законност с идеологическа оправданост, произтичаща от абстрактни принципи като закони на историческото развитие при комунизма или природни закони при националсоциализма.
Управляващата партия и нейната идеология претендират да представляват общата воля и интереси на цялото общество, на всички граждани. Законодателната, изпълнителната и съдебната власт са изцяло подчинени на решенията на партията и нейния водач. Останалите партии са забранени или унищожени. Индивидуалната свобода и основни граждански права също са ограничени в максимална степен, като са заменени с обещание за бъдеща „свобода за всички“. Претенцията на тоталитаризма е, че гражданите са значими не като индивидуални личности, а като част от цялостната система, която подготвя бъдещия ред на обществото и държавата, водени от партията. На тях се внушава и убеденост в превъзходството на класата, нацията или расата, която трябва да има тоталната власт в държавата и да се стреми към налагане и разширяване на тази власт и извън границите на страната.
След Първата световна война три идеологии успяват да се наложат като основни за съответните тоталитарни режими:
- комунизъм – в Русия от 1917 г.
- фашизъм – в Италия 1922 г.
- националсоциализъм – в Германия 1933 г

### Пропаганда в тоталитарните държави
Тоталният партиен монопол е оправдан от партийната идеология, според която решенията на партийния лидер са винаги правилни, като това се затвърждава чрез партийната пропаганда, която е задължителен елемент на тоталитаризма. В тоталитарните режими се организират зрелищни масови шествия и публични спектакли в чест на партията. Те са изключително въздействащ психологически инструмент и целта им е да внушат на гражданите въодушевена подчиненост на партийната идеология. Важна роля за ефективността на пропагандата играе почти пълния монопол на режима върху средствата за масова комуникация.
Функцията на тоталитарната пропаганда е разпространението на идеологията в обществото и индоктринирането на отделните личности. Тя е тясно обвързана с масовия терор, определян от националсоциалистическата публицистика като „пропаганда на силата“.

### Тоталитарна организация
Тоталитарното управление се характеризира със сливане на трите власти (законодателна, изпълнителна, съдебна) в една система, пряко подчинена на водача. Забрана на свободата на словото и печата, системата елиминира демокрацията; парламентите са само фасада, грим за прикриване на истинското лице на диктатурата; политическата полиция е под прекия контрол на водача и следи всички, включително и най-висшето ръководство на партията.
Тоталитарната партия се отличава от традиционните политически партии и има много от характеристиките на масово обществено движение. Построена е йерархично в посока от ръководителите (висшата номенклатура) начело с водач (генерален секретар, дуче, фюрер) към обикновените членове, правата на които да избират своите шефове са чисто формални. Партията включва малка част от населението, обикновено до около 10%, които образуват твърдо лоялно на режима ядро. Тя прониква във всички държавни структури, подчинява ги, преобразува ги, създава нови и резултатът е партия държава или държава, изцяло ръководена, подчинена, ограбвана от партията, която е обсебила и трите вида власти и на практика е унищожила парламентарната система.
Забрана на партийната система – дори при провеждане на избори партията е една; Тотален партиен контрол върху цялостния живот на обществото, върху всички сфери на дейност – наука, култура и изкуство, религия и спорт. Изграждане на държавни профсъюзи и все по-пълен контрол върху икономиката, до подчиняването ѝ от партията държава.

### Контрол върху стопанския живот
Важна обща черта на тоталитарните режими е налагането на централизиран контрол върху стопанския живот и изграждането на необходимата за това бюрократична система. Това може да става и чрез пряка национализация на предприятията, но във всички случаи е свързано с разработване на държавни стопански планове, регулации на заплатите и стриктен контрол върху печалбите. По този начин икономиката е подчинена на формулите на официалната идеология.

### Култ към личността
Създаване на идеализиран, героичен образ на вожд на диктаторски режим чрез средствата на пропагандата и печата.

### Масов терор
Терорът е друг инструмент на тоталитарните режими за налагане на управлението и премахване на политическите противоречия. Използването на терора е повсеместно и се прилага не само до постигане на пълно подчинение, но и след това – за осъществяване на идеологическата доктрина на партията. Изразява се както чрез физически наказания така и чрез морални аспекти като лишаване на гражданите от основните човешки права и свободи и ежедневна пропаганда на партийната идеология и политика. За да реализират ефективно терора, тоталитарните режими отделят особено внимание на поддържането на почти пълен монопол върху притежаването на огнестрелни оръжия.
Важна роля в тоталитарните режими играе институцията на концентрационните лагери, в които значителна част от населението е изпращана без формални съдебни процедури. Произволността на затварянето в лагерите има силен психологически ефект върху населението, което се стреми да не показва никаква нелоялност към режима и да не демонстрира индивидуалността си, дори в области, нямащи общо с политиката. Самите лагери са средство за превъзпитаване, налагащо модела на общество, съставено от две категории – палачи и жертви, разликата между които постепенно се размива.

## Жизнен цикъл

### Предпоставки за възникване
Тоталитаризмът е развитие на традиционния авторитаризъм, който достига качествено ново ниво чрез използването в началото на XX век на технологичното развитие и промените в обществената структура в резултат на Индустриалната революция. Голяма част от населението от селата и малките градове се насочва към индустриалните центрове, като по този начин традиционните модели, регулиращи обществения живот, се заменят с такива от нов тип, които са основани на анонимността на живота в големия град и не предполагат индивидуален подход към гражданите. Класическите тоталитарни движения се формират в контекста на разпространилата се в развитите страни масова демокрация, а технологиите правят възможно осъществяването на масовия терор, контрола върху стопанския живот и всеобхватната пропаганда.
Изследователи, като Клод Льофор, се фокусират върху ролята на тоталитарните движения на реакция срещу модерната демокрация – за разлика от традиционните монархически режими, в съвременната демокрация „обществото не се определя като субстанциално цяло, като тяло“, докато тоталитаризмът се обявява за премахване на вътрешните противоречия в обществото и връщане към представата за неговата единност.

### Формиране на масово тоталитарно движение
Възходът на тоталитарните движения се дължи на способността им, използвайки демагогия и възползвайки се от нерационалността на масите, да се превърне в изразител на разпространени социални притеснения. Това е свързано с целенасочено развращаване на обществото – насърчаване на ирационални деструктивни импулси, създаване на нереалистични очаквания и създаване на перспектива за социална реализация на маргинализирани групи.

### Тоталитарен режим
Според автори като Карл Йоахим Фридрих, тоталитарните движения, независимо от своята идеология и конкретни условия на възникване, закономерно формират режими със сходни характеристики.

### Съдбата на тоталитарните режими
Поради своята крайна същност и разчитането на постоянен конфликт както с други страни така и с елементи в собствената страна, тоталитарните режими не могат да продължават дълго време, или склоняват да станат умерени и да направят компромиси с реалността.

## Списък на съвременни тоталитарни държави
- Афганистан
- Виетнам
- Китай
- Куба
- Лаос
- Саудитска Арабия
- Северна Корея